# Éric Lemonnier
Pour les articles homonymes, voir Lemonnier.
Éric Lemonnier (né en 1959) est un pédopsychiatre français d'orientation neuroscientifique, qui a principalement exercé au CHU de Brest. Il a travaillé sur l'inclusion scolaire des enfants autistes et l'utilisation du bumétanide pour réduire les troubles dus à l'autisme.

## Biographie
Interne des hôpitaux de Paris, il a occupé un poste de chef de clinique à Brest avant de prendre ses fonctions au CIERA Bretagne-Pays de Loire. En 2005 le CIERA est devenu le Centre Ressources Autisme de Bretagne après la généralisation du dispositif des centres de ressource en France. Il occupe cette position jusqu’en 2013, sous la direction du Pr Alain Lazartigues. Il s'investit tout particulièrement pour que les enfants autistes de Bretagne soient scolarisés. En février 2013, il est muté au pôle organe des sens à l'hôpital Morvan à sa demande, estimant que ses positions « dérangent » quelques-uns de ses collègues du CHU de Brest. Le collectif Autisme Bretagne,,, le député Gwendal Rouillard et la blogueuse Magali Pignard (L'Express) dénoncent cette mutation, qu'ils estiment être une « mise au placard » résultant de la pression de ses supérieurs du CHU de Brest, défavorables à la scolarisation des enfants autistes en milieu ordinaire et à ses recherches. 
En 2014, il devient le directeur du Centre Expert Autisme et du Centre Ressources Autisme du Limousin (CEAL), à Limoges. Le Centre Expert Autisme doit assurer le diagnostic précoce et une prise en charge intensive pendant deux ans des enfants de moins de 6 ans, en se basant sur la méthode de Denver (ESDM), et l'ensemble des approches psycho-éducatives.
Il est membre du conseil scientifique de l’APESAC (Association d’Aide aux Parents d'Enfants souffrant du Syndrome de l'Anti-Convulsivant), le valproate de sodium augmentant les taux d’autisme. Il est également membre du conseil d’Administration de l’association bretonne Asperansa et du conseil scientifique de l'Association pour la recherche sur l'autisme et la prévention des inadaptations (ARAPI). Il réalise en 2011 un film documentaire, « La Vie Couleur Autisme », rassemblant les témoignages de 9 adultes autistes sur leur parcours.

### Activités dans le cadre du CEAL et remises en question de la part de l'ARS
À la suite d'un rapport d'évaluation conduit par l'agence régionale de santé (ARS) de Nouvelle-Aquitaine, il est fait état d'une fusion et d’une mutualisation des moyens entre le Centre expert autisme et le Centre de ressources autisme (CRA) pour l’aspect diagnostic, ainsi que de confier le volet intervention intensive précoce à un SESSAD. Dans le cadre d'une rencontre entre les parents des enfants suivis par le CEAL et l'ARS Nouvelle Aquitaine le 29 mai 2018, le coprésident de l'association Asperansa Jean Vinçot a rappelé les objectifs de la stratégie nationale autisme (dans le cadre du quatrième plan autisme), et dans quelle mesure l'activité du CEAL satisfait à ces objectifs :
- Création de plates-formes d'intervention et de coordination « autisme et trouble neuro-développementaux (TND) » afin d'organiser rapidement les interventions des professionnels libéraux de première ligne (ergothérapeutes, psychomotriciens...)[13]
- Combinaison d'une démarche épidémiologique commencée dans le département de la Haute-Vienne avec un caractère de diagnostic exhaustif basé sur les différentes typologies d'autisme ainsi que leurs comorbidités[13]
- Mise en place d'interventions précoces basées sur des modèles innovants (méthode de Denver (ESDM), TEACCH, PECS, ABA) dans la foulée du processus de diagnostic, c'est-à-dire sans avoir besoin de faire appel à la MDPH et d'attendre une orientation en SESSAD[13]

### Contribution au dépistage prénatal
Le Dr Lemonnier travaille, en partenariat avec le service de gynéco-obstétrique du Pr Yves Aubard au CHU de Limoges, au recensement de données concernant les particularités des enfants autistes en période de grossesse, afin de les repérer plus tôt, et en croisant ces données avec celles de la prise en charge, d'arriver à une meilleure sous-catégorisation de ces troubles. Son objectif est de permettre de rendre explicites tous les apprentissages implicites réalisés par les enfants dès une période précoce (il est question de l'âge de trois mois) et ainsi d'affiner les protocoles de prise en charge psycho-éducatifs. Cependant, d'après France Bleu, ses travaux visent aussi à « pronostiquer l'autisme » avant la naissance de l'enfant.

## Travaux publiés
En 2012, avec le neurologue marseillais Yehezkel Ben-Ari, il dirige et publie une étude pilote financée par le service de pédopsychiatrie du CHU de Brest sur les effets de la bumétanide chez 60 enfants autistes,,. L'essai, qualifié de prometteur, montre une amélioration chez les trois quarts des enfants. Il a créé avec le Pr Ben-Ari la société Neurochlore, qui poursuit des études sur la création d’un traitement par bumétanide sous la forme d’un sirop. Commentant la phase 4 des essais médicamenteux en 2020 et le soutien financier qu'y apporte le secrétariat d'Etat au handicap, Olivia Cattan cite le Dr Lemonnier en exemple d'une « volonté de guérison absolue aux relents eugénistes ».
- (en) É. Lemonnier, C. Degrez, M. Phelep et R. Tyzio, « A randomised controlled trial of bumetanide in the treatment of autism in children », Translational Psychiatry, vol. 2, no 12,‎ 11 décembre 2012, e202 (PMID 23233021, PMCID 3565189, DOI 10.1038/tp.2012.124, lire en ligne, consulté le 6 décembre 2016)
- (en) Yehezkel Ben-Ari, Philippe Damier et Éric Lemonnier, « Failure of the Nemo Trial: Bumetanide Is a Promising Agent to Treat Many Brain Disorders but Not Newborn Seizures », Frontiers in Cellular Neuroscience,‎ 1er janvier 2016, p. 90 (PMID 27147965, PMCID 4830840, DOI 10.3389/fncel.2016.00090, lire en ligne, consulté le 7 décembre 2016)

Il a publié des articles sur l’utilisation de la bumétanide dans un cas de schizophrénie, de syndrome de l'X fragile. Il a participé à une étude sur l’ocytocine.
Il a coécrit Traiter l'autisme ? : au-delà des gènes et de la psychanalyse avec Yehezkel Ben-Ari et Nouchine Hadjikhani (2015), l'ouvrage Les troubles autistiques : Du repérage précoce à la prise en charge avec Alain Lazartigues, et rédigé un chapitre sur l'inclusion scolaire dans L'autisme de l'enfance a l'âge adulte (chapitre 22 ; p.158-166).
En septembre 2021 est publié un billet de blog Mediapart visant à synthétiser un communiqué de presse des laboratoires Servier et de la société Neurochlore. Ce communiqué est en lien avec les essais de bumétanide et leurs potentiels effets sur les Troubles du Spectre Autistique. Les essais de phase 3 seraient non concluants et la bumétanide n'aurait pas un effet supérieur au placebo dans ce cadre d'utilisation. Ainsi les essais de phase 3 ont été arrêtés concernant cette molécule.

## Prises de position et honneurs
Il s'oppose à l'approche psychanalytique de l'autisme, affirmant qu'elle « ne sert à rien » dans la prise en charge des enfants autistes.
En 2013, il est élu personnalité du pays de Brest de l'année par les lecteurs du quotidien Ouest-France.

### Note
1. ↑  Composé de Autisme France, le collectif Egalited, les 4A, SATEDI , Pro Aid Autisme, Agir et Vivre l’Autisme